# 走れメロス
『走れメロス』（はしれメロス）は、太宰治の短編小説。自分が処刑されることになると承知の上で友情を守ったメロスが、人の心を信じられない王に信頼することの尊さを悟らせる物語。
太宰の文学作品は前期・中期・後期の3期に分けられるが、『富嶽百景』などとともに、生活が比較的安定していた中期に書かれた作品である。
作品の最後の一文で「古伝説と、シルレルの詩から」と明かされているように、太宰のオリジナルではない。長谷川泉の解説によれば、古伝説とは「ダーモンとピンチアース」であり、シルレルの詩とはフリードリヒ・フォン・シラーの『Die Bürgschaft』のことである。その後の角田旅人の調査により、シラーの『Die Bürgschaft』を小栗孝則が訳した『人質』（『新編シラー詩抄』所収）を下敷きにしたと考えられ、小栗の訳文をほぼそのまま取り込んだ箇所もあることが判明している。だが、新たな場面、人間の弱さ、心理描写、ユーモアや巧みな語りなどを加えており、従来の信実や友情といった権威化した物語を崩した作品となっている。
このシラーの詩にも基があり、ギリシア・ローマからヨーロッパへと連なる長い系譜の末端に位置する作品でもある。
日本では、中学教材の定番として50年以上に渡り掲載されている。

## あらすじ
16歳の妹と2人きりで暮らす羊飼いの青年メロスは、妹が近々結婚式を挙げるので必要となる品々を買いに村を出てシラクスの市を訪れる。2年前は賑やかだった街が暗く寂しげで不審に思い、道で出会った老爺に尋ねると、人を信じられないため罪なき人々をディオニス王が処刑しているとのことであった。それを聞いてメロスは激怒し、王を殺すことを決意する。
メロスが王城に入ると、すぐに警吏に捕まり短剣を見つけられ、王のもとへ連れて行かれる。何をするつもりだったのか王に問いつめられたメロスが「市を暴君から救うのだ」と答えると、王は嘲笑う。メロスは「死ぬ覚悟はできている。ただ、村に戻って妹の結婚式を挙げたい。処刑まで3日の猶予をください」と王に言ったが戻ってくると信じてもらえず、さらに付け加えて「身代わりにシラクスで石工をしている無二の友セリヌンティウスを置いていく。3日後の日暮れまでに戻らなければ彼を殺してください」と言った。王は、メロスが戻るはずはないから3日目に身代わりを処刑して世の正直者とかいうやつらに見せつけようと考えて、メロスの願いを受け入れる。その夜、王城に召し出されたセリヌンティウスは、メロスの事情を理解し、縄で縛られ身代わりとなる。
メロスは一睡もせずに走り、陽が高くなった頃、村に着く。シラクスでのことは何も言わずに、妹とその花婿に結婚式を明日開くように頼む。花婿からは何の支度もできていないと言われて反対されるが、夜明けまで議論を続けた末に説得する。2日目、結婚式は真昼から無事に開かれる。その日の晩、メロスは妹と花婿に声を掛けてから宴会を途中で抜けて眠りにつく。
3日目の薄明の朝、王城へ走り出す。やがて日が高く昇って暑くなってきた頃、ここまでくれば急がなくても間に合うと思い、ゆっくりと歩くことにする。しかし、川に着くと前日の豪雨のせいで橋が壊れていた。メロスは濁流の川を必死の思いで泳いで渡り切る。次に、峠を登り終えたとき、山賊たちに行く手を阻まれ命が欲しいと言われる。メロスは3人を殴り倒し、残りの山賊から逃げ延びて峠を走って下る。一気に峠を下ったが、疲労と灼熱の太陽のために肉体が限界を迎え、動けなくなる。疲労は精神にも影響し、もうどうでもよいという気持ちになり、手足を投げ出してまどろんでしまう。ふと、近くの岩の裂け目から清水が湧き出ていることに気づき、その泉の水を飲んだ。すると疲れが取れるとともに任務遂行の希望が生まれ、再び走り出す。太陽は西に傾き赤い光が射していた。
メロスは全力で走った。ほとんど裸体となっていた。シラクスの塔楼が見えた頃、セリヌンティウスの弟子であるフィロストラトスに声を掛けられる。彼はメロスに、もう間に合わないから走るのは止めるようにと言う。しかし、メロスは「信じられているから走るのだ。間に合う、間に合わないは問題ではないのだ」と答えて、走り続ける。
日が完全に沈む直前、メロスは刑場に突入し、間に合う。今まさにセリヌンティウスが磔刑にされようとするところであった。メロスはセリヌンティウスに一度だけ裏切ろうとしたことを告白し、自分の頬を殴れと言った。セリヌンティウスはメロスを殴ると、自分も一度だけメロスを疑ったことを打ち明け、殴れと言った。メロスもセリヌンティウスを殴ると、二人は抱き合い涙を流す。刑場に集まった群衆から、すすり泣く声がした。その様子を見ていた王が顔を赤らめて二人に近づき「お前らはわしの心に勝った。信実とは妄想ではなかった。どうか、わしも仲間に加えて欲しい」と言うと、群衆から「王様ばんざい」と大きな歓声が起こる。
一人の少女が赤いマントをメロスに差し出す。まごつくメロスにセリヌンティウスが「この娘さんは、メロスの裸体を皆に見られるのが、悔しいのだ」と教えてあげると、メロスは赤面する。

## 登場人物
メロス
主人公の青年。とある村の羊飼い。妻はおらず両親もなく妹と二人暮らし。妹の婚礼に必要な品を買うために訪れたシラクスで王の悪行を知り、王を殺すと決意したが王城で捕らえられる。セリヌンティウスを人質として残し期限までに戻ってくると王に約束して、妹の結婚式を挙げに村に戻る。
セリヌンティウス
メロスの竹馬の友。シラクスで石工をして暮らしている。シラクスに来たメロスは、彼のもとにも立ち寄るつもりであった。捕らえられたメロスの身代わりとして人質となることを受け入れる。
老爺（ろうや）
シラクスで何が起きているのかメロスに尋ねられたシラクスの住民。保身を考えて口にするのを拒んでいたが、メロスに迫られ、ディオニス王が犯してきた悪行を語る。
ディオニス
シラクスの王。罪なき人々を殺してしまうほどに人間不信に陥っている。
妹
メロスの妹。16歳。メロスのたった一人の家族。結婚を控えている。
花婿
メロスの妹の結婚相手。シラクスから戻ったメロスに、すぐに妹と結婚式を挙げてくれと頼まれ困惑する。準備ができていないから無理だと断るが、最後はメロスに説得される。
山賊
シラクスへ戻ろうとするメロスが山の頂に達した時、立ちはだかった一団。メロスからは王が差し向けた刺客と見なされる。
フィロストラトス
セリヌンティウスの弟子。セリヌンティウスの処刑が迫るなか王城へ駆け戻ろうとするメロスに、もう間に合わないから走っても無駄だと言う。

## 基になった伝承とその系譜
太宰の小説の末尾に「古伝説とシルレルの詩から」と記述され、古代ギリシアの伝承とドイツの「シルレル」、すなわちフリードリヒ・フォン・シラーの詩を基に創作したことが明らかにされている。
そのシラー作の原詩は『Die Bürgschaft』（小栗孝則訳「人質譚詩」『新編シラー詩抄』所収、1937年刊）であるが、詩の本文にはメロス（ドイツ語: Moeros, Möros）の方しか名前が挙げられておらず、友人がセリヌンティウスという名だという事は、この小栗訳の巻末「註解」によって明らかにされており、また、「デイオニスとはシラーの変へた名で、本名はデイオニジウス Dionysius」だという説明もなされている。
そのシラーの材源はというと、ヒュギヌスの作品だとされる。

### ヒュギヌス
当該の作品は2世紀のローマ帝国の著作家ヒュギヌスが『説話集 Fabulae』「友情で最も固く結ばれた者たち」で、モイロスとセリヌンティオスが登場するが、そもそもはピュティオスとダモンという名の友人らをヒュギヌスが改変した。「ダモンとピュティオス」伝説は、ピュタゴラス派の団員という（以下詳述）だったが、その所属の設定も抹消した。また、3日間という猶予、妹の婚礼、暴風雨による川の氾濫という障害を追加し、処刑方法を具体的に磔刑にしたのもヒュギヌスであり、それを直接典拠としたシラーが踏襲した。

### ダモンとピシアス

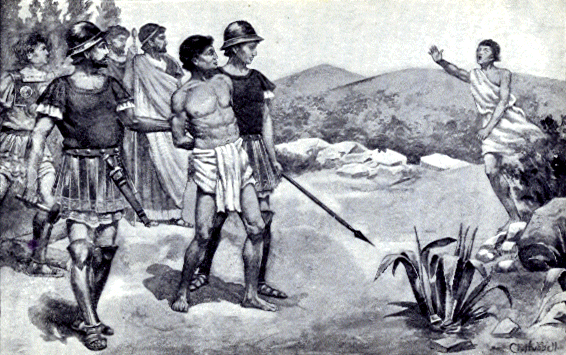
アメリカ人作家H・A・ゲルバーの著書『The story of Greeks』（1896年刊）より、「ダモンとピシアス」の挿絵。

シラーは、後の豪華版で同詩の題名を「ダモンとピシアス」（Damon und Pythias）に改めて発表した。これは同じ伝説でも「ダモンとピシアス」という名でのバージョンの方が当時のヨーロッパでも流通していたからである。また、既述したように、「ダモンとピシアス」のほうが元祖であり、のちにヒュギヌスが「モイロス」（メロス）の友情譚に作り変えたのである。
シラーは、おそらくウァレリウス（1世紀）による「ダモンとピシアス」譚を多からく改作に反映させたと推察される。伝説上の名前の片方は、後述するように、本来正しくはフィンティアス（Phintias）だったが、「ピシアス」という誤った綴りのウァレリウスの稿本が、後世ヨーロッパではしばしば流布してしまった。

#### この元祖譚の経緯
『走れメロス』の大元になったこの「ダモンとピシアス」伝承は、杉田英明によると、古代ギリシアのピュタゴラス派（ピタゴラス派）の教団員の間の団結の固さを示す逸話として発生した「ダモンとピシアス」伝説である。広義の地中海・中東世界で発展し、日本に伝わった。杉田は著作で、伝承の発生と広がり、日本への伝来の経緯を詳細に論じている。
ピュタゴラス派は宗教・政治団体の性格を持つ秘密結社を組織しており、構成員は財産を共有して共同生活を行い、強い友愛の絆で結ばれていることで知られていた。杉田が伝承のもっとも初期の一つとして挙げている、新プラトン主義者であるカルキスのイアンブリコス（240年頃 - 325年頃）が著した『ピュタゴラス伝』(De vita pythagorica) では、ディオニュシオス2世が治めるシケリア島（現・シチリア島）のシュラクサイ（現・シラクサ）が舞台となっており、のちにコリントスに追放されたディオニュシオス2世が体験談として哲学者で音楽理論家のアリストクセノス（紀元前4世紀頃）に語ったものであるとされている。ピュタゴラス派の教団員である Δάμων（Damon；ダモン）/Damon（ダモン、デイモン）と Πυθιάς（Pythias；ピュティオス/ピュティアス）/Pythias（ピシアス）/Phintias（フィンティアス）の友情の美談であり、西洋ではメロスとセリヌンティウスよりこちらの名前が有名である。英語において二人の名は "Damon and Pythias（デイモン アンド ピシアス）" もしくは "Damon and Phintias（デイモン アンド フィンティアス）" であるが、無二の友（固い友情で結ばれた親友）を意味する慣用句になっている。
『ピュタゴラス伝』に収録された内容は次のとおりである。ピュタゴラス派に反感を持つ者たちの口から発せられた事実無根の告発または冗談によって、ディオニュシオス2世からピュティオスに対して、王に向けて陰謀を企てた罪による死刑が申し渡される。実のところ、これは、ピュティオスの反応を見るための芝居であった。ピュティオスは身辺整理のため、その日の残り時間を猶予として願い、そのための保証人にダモンを指名する。事情を聴いたダモンは保証人を引き受けたが、はかりごとの張本人たる反ピュタゴラス派の者たちは「お前は結局見捨てられる」と言ってダモンを嘲笑する。ところが、日が沈みかけた頃、ピュティオスは約束どおりに現れた。その場にいた誰もがみな感動し、魅了される。ディオニュシオス2世は「わしも第三の男として友情に加えてほしい」と頼むが、拒否される。ピュティオスやダモンの深い心理描写は無く、最後にピュティオスが許されたかどうかも明らかにされていない。物語というより、実際あった事件の報告といった趣で、ピュティオスが走って現れる描写も無い。一方、紀元前1世紀の歴史家であるシケリアのディオドロスが『歴史叢書』に記した伝承は、イアンブリコスのものと影響し合うことなく成立したと思われるが、より物語性が強く緊迫した内容で、ピュティオスが刻限ぎりぎりに登場するなど、『走れメロス』に近い筋書きになっている。「わしも第三の男として友情に加えてほしい」という台詞はイアンブリコスのものと共通しており、この言葉は、以後、シラーから太宰にまで伝承されている。
古代ギリシア・ローマ世界で広く流布した友情物語は、舞台設定や登場人物を変えながらアラブ世界に広まり、9世紀から10世紀にはアラビア語で記録されるようになった。杉田は、アラブ世界に流入した経緯や時期は不明であり、ビザンツ文化と共に伝承した可能性もあるが、「アッバース朝最盛期のギリシア文献の翻訳時代に、その担い手であるネストリウス派キリスト教徒の手で移入された可能性のほうが大きいかもしれない。」と述べている。イスファハーニーの『歌謡集』にアラブ世界における初期の形が見られ、『千夜一夜物語』でも「ウマル・アル＝アッターブと若い牧人との話」（第395話 - 第397話）として、イスラーム黄金時代を舞台に変奏しつつ展開されている。
地中海世界およびアラブ世界で発展した伝承は、中世ヨーロッパに流入し、復活した。杉田は、ヨーロッパでの復活は14世紀以降と思われ、ウァレリウス・マクスィムス（1世紀）『著名言行録』がキリスト教の僧侶が説教を行う際の手引きとして活用されたことが大きいと述べている。様々な媒体で伝承は広く流布し、18世紀末の1799年にシラーの『人質』が発表された。1815年にはオーストリアの作曲家フランツ・シューベルトがこの詩の歌曲（D 246）を作曲した。
日本では、太宰以前に、明治初期に幕末を舞台にした翻案（シラーの詩を直接的にか間接的にか参照したと思われるもの）があり、この伝承は青少年の道徳心を育てる目的で学校教育に採用され、広く読まれていた。太宰が使った高等小学校1年生の国語の教科書にも「真の知己」のタイトルで所収されている。1921年（大正10年）には鈴木三重吉により「デイモンとピシアス」の題で『赤い鳥の本』（第9冊）に収録された。「走れメロス」の登場後は、教育で使われるのは同作になり、第二次世界大戦後はほぼずっと中学校の国語の教科書で使われている。

## 創作の発端
檀一雄は、太宰の死後に発行された『小説 太宰治』の中で、「おそらく私達の熱海行が、少くもその重要な心情の発端になっていはしないかと考えた」と述べている。その一方で、小野正文は、『走れメロス』の書かれた理由が熱海行なのかを檀に直接尋ねて「僕はそう思っている」と返事をもらった事があるが、そのような心証を檀が持っていても、太宰の発想の由来を確かめる方法がない、と述べている 。

### 熱海行の概要
『小説 太宰治』において熱海行について書かれた箇所の概要を以下に記す。
熱海に行った太宰から金がないと連絡を受けた初代（太宰の内縁の妻）は、太宰の友人である檀一雄に金を渡して太宰を連れ帰るように頼んだ。
檀が熱海の太宰を訪ねて金を渡すと太宰は檀を引き止めた。檀は金が心配だったが、太宰に誘われ、酒を飲み、女遊びをして過ごしてしまう。
3日目の朝、太宰は菊池寛のところへ行くから待っていてくれと言って、檀を熱海に残して出ていく。それから数日たったが太宰から音沙汰がない。しびれを切らした飲み屋のおやじは太宰を探しに行くしかないと檀に迫る。檀は太宰が井伏鱒二のところへ行ったとあたりをつけ、飲み屋のおやじと一緒に向かう。
井伏の家に着くと、太宰は井伏と将棋を指していた。檀は太宰に激怒する。井伏は飲み屋のおやじから勘定書を受け取り明日熱海に行くからと言ってなだめる。太宰は檀に「待つ身が辛いかね、待たせる身が辛いかね」と言った。
井伏は檀を伴い佐藤春夫の家に行き、事情を話して金を出してもらう。足りない分は井伏のものや初代の衣類などを質入れして工面した。そして、檀と井伏の二人で熱海へと向かった。

## 評価
主題の美しさと文体の力強さを維持したままテンポよく読み終えられるため、短編ながら太宰の代表作の一つとして現在でも高い評価を受けている。その反面、一部の声に学校教材独特の徳目を褒め称えることへの「白々しさ」や、寺山修司の「歩け、メロス」（1975年/昭和50年）のように、メロスを「無神経な自己中心性・自己陶酔の象徴」と考える否定的意見もある。

## 派生作品

### 映像
- ドラマ『走れメロス』（1955年、NHK）
- 映画『奇巌城の冒険』（1966年、東宝・三船プロダクション）- メロス役は三船敏郎（役名は大角）。
- TVアニメ『赤い鳥のこころ 日本名作童話シリーズ  第19回 走れメロス』（1979年、テレビ朝日）
- TVアニメ『走れメロス』（1981年、「日生ファミリースペシャル」にて放送、フジテレビ）
  - 制作：東映動画
  - 声の出演：あおい輝彦、マキノ佐代子、檀ふみ、古川登志夫
主題歌
「走れ!青春」作詞 - 保富康午 / 作曲 - 浜圭介 / 編曲 - 井上鑑 / 歌 - ささきいさお
「友よ友よ」作詞 - 保富康午 / 作曲 - 浜圭介 / 編曲 - 井上鑑 / 歌 - ささきいさお
- アニメ映画『走れメロス』（1992年、東映）
- テレビ番組『てれび絵本・走れメロス』（2006年、NHK、朗読：山本太郎）
- TVアニメ『青い文学シリーズ・走れメロス』（2009年、日本テレビ）
  - 原作と並行して、その舞台化を依頼された劇作家「高田」と彼との約束を破った旧友「城島」のストーリーが描かれる。
- テレビ番組『太宰治短編小説集「走れメロス」』（2010年、NHK BS2） - 出演：森山未來、田中泯、モロ師岡

### 朗読
- 太宰治『走れメロス；駈込み訴え―[録音資料]』草野大悟 朗読（カセットテープ）、新潮社〈新潮カセットブック 43〈D-1-3〉〉、1988年2月1日。ISBN 978-4-1082-0143-9。NCID BA54818145、OCLC 26564237。
- 太宰治『走れメロス 畜犬談』奥野健男 監修、西田敏行 朗読（カセットテープ）、岩波書店、NHKサービスセンター〈文芸カセット［日本近代文学シリーズ］太宰治作品集 5〉、1988年6月6日。ISBN 978-4-00120025-6。NCID BA4936316X。2022年9月10日閲覧。
- 太宰治『朗読の時間 太宰治』市原悦子 朗読（CD）、東京書籍〈朗読CD付き名作文学シリーズ〉、2011年7月18日。ISBN 978-4-487-80592-1。NCID BB0692423X、OCLC 749784282。2022年9月10日閲覧。
- 「走れメロス」『国語二年生』光村図書出版、2016年。
  - 補足資料：“走れメロス ＜単元8 ＜ 教材別資料一覧 2年”.   光村図書出版. 2022年9月10日閲覧。
- YouTube動画「窪田等 朗読『走れメロス』作：太宰治」（2020年7月21日）[38]

### 舞台
CLIEが製作する朗読演劇シリーズで舞台化された。キービジュアルはしりあがり寿。
- 極上文學 第7弾『走れメロス』（2014年12月、製作：CLIE・企画：MAG.net・制作：Andem）
出演
宮﨑秋人、大河元気、佐藤永典、椎名鯛造、西村ミツアキ、鈴木裕斗、村田充、萩野崇、川下大洋、名高達男
スタッフ
演出：キムラ真（ナイスコンプレックス）
脚本：神楽澤小虎（MAG.net）
音楽：橋本啓一

### パロディ他
この作品は、メッセージ性の高さや尺加減のよさなどから、義務教育の国語の教科書などで扱われ、知名度が高いため、一話完結系の連載物などでパロディの材料にされることも多い。
- 『ヤッターマン』（第1作）第74話「ハシレメドスの友情だコロン」（1978年5月27日放送、フジテレビ） - ハシレメドス（←メロス）を塩沢兼人が演じている。
- 『オバケのQ太郎』（第3作）第184話「走れメロQ」（1985年11月7日放送、テレビ朝日） - 国語の授業で「走れメロス」を取り上げていたのだが、宿題を忘れた正太は立たされていた。正太は「宿題はやってあるが持ってくるのを忘れただけ」と言い、Q太郎はそれを信じ家まで宿題を取りに行く。先生には「時間内に持ってこなければトイレ掃除だ」と言われ、正太はQ太郎がなかなか戻らないため焦りだす。やがてQ太郎が学校に戻り正太と泣きながら抱き合い、「本当は宿題もやっていなかった」と嘘をついたことを明かす。それを聞いていた先生も一応は感動するのだが、ほどなく「でもトイレ掃除はやってもらうぞ」とあっさり言う。
- 『ザ・ウルトラマン』「鎧を着込んだウルトラマン」というコンセプトのオリジナルキャラクター・メロスの名前の由来になっている。
- AKB48 teamK 4thの楽曲『メロスの道』はこの作品をモチーフにしている。作詞は秋元康。
- 『蒼き流星SPTレイズナー』オープニング主題歌『メロスのように-LONELY WAY-』（歌：AIRMAIL from NAGASAKI）はこの作品をモチーフにしている。作詞は秋元康。
- 『走れセリヌンティウス』 - 漫画家ながいけんが、このタイトルのパロディ作を『ファンロード』誌上で発表している（後に「チャッピーと愉快な下僕ども」に収録）。原作とは全く逆で、王がメロスを信じつつも苦渋の決断をする善人、メロスは犯罪者で妹の結婚式をでっち上げ、セリヌンティウスを勝手に身代わりに立てて脱走をはかろうとする極悪人で、セリヌンティウスはメロスが戻らないことを最初から確信しており、処刑をまぬがれるために脱走、メロスを捕らえて「親友を救うために走る」というシナリオを実行させようとする。劇中の台詞も原作をいちいち反転させた利己的・邪悪なものばかりで、最後のオチも含めて全編にブラックユーモアが溢れる怪作となっている。
- 『新・必殺仕置人』第32話「阿呆無用」 - 佐渡へ出張仕事に向かう念仏の鉄（と仲間たち）が、寅の会の掟に際して、仲間の一人・巳代松を人質に置いていく。
- 『もーれつア太郎』（第1作）第71話「走れニャロメロス」
- 『ケロロ軍曹』（6thシーズン）第275話Bパート「ケロロ 走れケロロ であります」
- 『【新釈】走れメロス』（【新釈】走れメロス 他四篇）森見登美彦
- 『セリヌンティウスの舟』石持浅海
- 『風雲児たち 幕末編』（みなもと太郎） - 第2巻にて脱藩した吉田松陰をメロス、その罪をかぶった来原良蔵をセリヌンティウスに喩えたギャグを展開。
- 『ついでにとんちんかん』（えんどコイチ）アホその112「走れヌケス！の巻」
- 『団地ともお』第4話Bパート「あの坂をのぼっていくともお」
- 『燃える!お兄さん』第11巻「走れメロス!早見先生の巻」
- 『かのこん』第8巻「恋の骨折り損?」で、冒頭が「走れメロス」のパロディ。
- 2011年から2012年にかけて放送された大塚食品「MATCH」のCMで、メロスをモチーフにしたキャラクターが現代日本の高校生として登場[39][40]。演じたのは手越祐也[39][40]。
- 『あはれ!名作くん』第103話「走れノキオ」

## その他

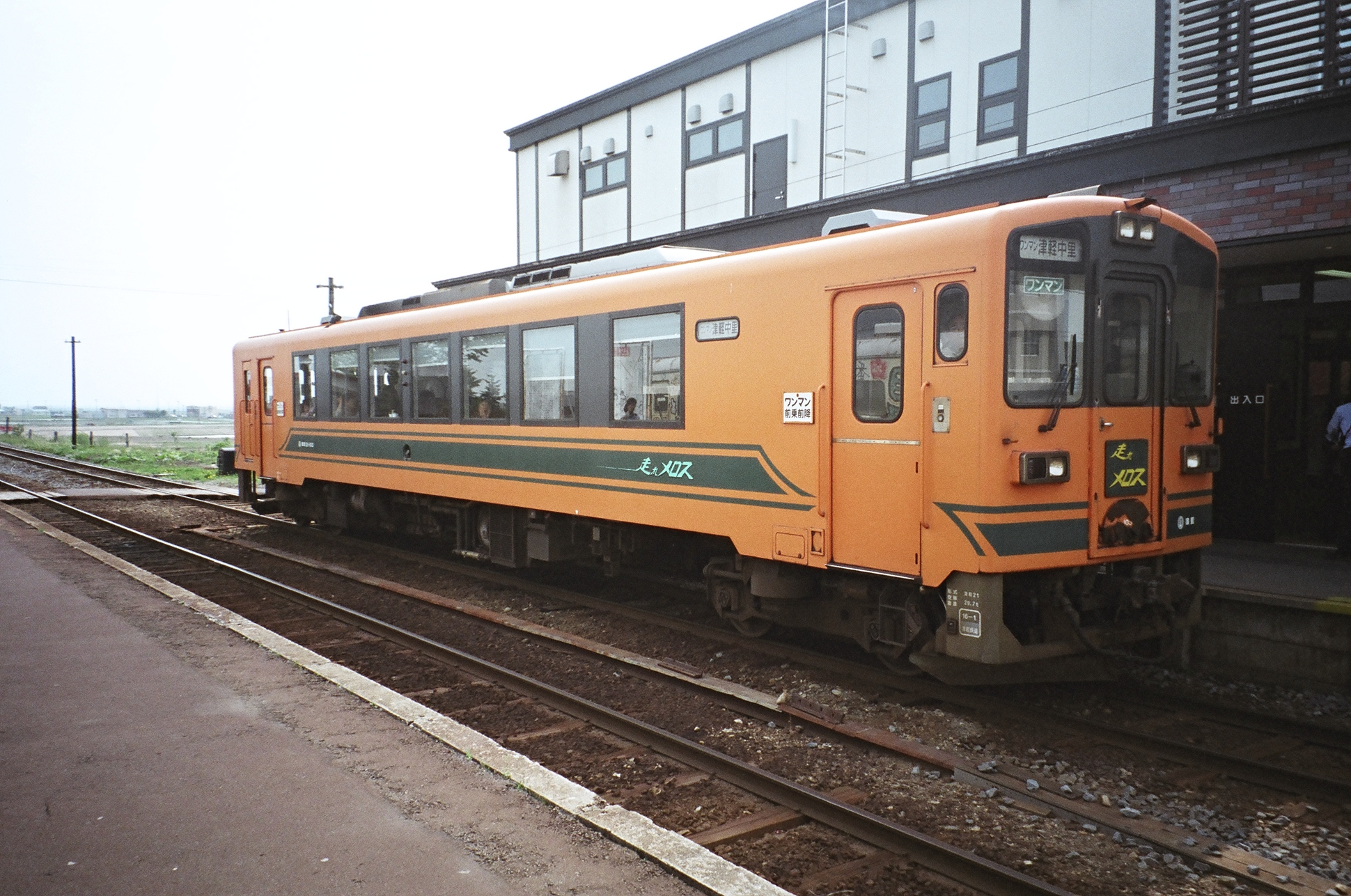
津軽鉄道・津軽21形気動車「走れメロス」

- 津軽鉄道津軽21形気動車に「走れメロス」と車両の愛称が付けられている。
- 青森市中央市民センター前に、この作品の一節を刻んだ文学碑「友情の碑」が設置されている。
- 本作品をモチーフにしたパチスロ機がJPSよりリリースされた。
- 本作品名を曲名とする楽曲が多数存在するため、それらの作品を集めた『「走れメロス」音楽祭』[注 7]が太宰ゆかりの弘前市にて開催された[42][43]。
- 2013年度 塩野直道記念 第1回「算数・数学の自由研究」作品コンクールにおいて、文章から距離や時間を仮定するとメロスは行きも帰りも歩く速度でしか移動しておらず、最後のラストスパートでさえ時速5.3キロにすぎないとの結論を出した研究『メロスの全力を検証』が最優秀賞をとった[44]。しかし、様々な足止め要素を考慮すれば、メロスはもっとがんばったとも考えられる[45]。
- 柳田理科雄によれば作中の『太陽が沈む速度の十倍』という言葉からメロスはマッハ11で走ったことになる。